# Phalaenopsis appendiculata
Phalaenopsis appendiculata — эпифитное травянистое растение семейства Орхидные.
Вид не имеет устоявшегося русского названия, в русскоязычных источниках используется научное название Phalaenopsis appendiculata.

## Синонимы
По данным Королевских ботанических садов в Кью и The Plant List:
- Polychilos appendiculata (Carr) Shim, 1982
- Doritis appendiculata (Carr) T.Yukawa & K.Kita, 2005

## Биологическое описание
Миниатюрное моноподиальное растение.
Стебель укороченный, длина листьев от 15 до 30 см. Листьев 2—4.
Листья продолговато-эллиптические мясистые. Длина до 7-и см, ширина 3,5 см.
Корни мясистые, длинные, гладкие.
Цветки диаметром до 2 см, фиолетовые с белым, без запаха. Существует разновидность с чисто белыми цветами Phalaenopsis appendiculata var. alba.
Цветонос короткий (до 5 см длиной). Цветы распускаются последовательно. Цветёт нерегулярно, круглый год.

## Ареал, экологические особенности
Малайзия, штат Паханг и север острова Борнео.
Встречается на небольших высотах на тонких замшелых ветках кустов и деревьев во влажных лесах.
Климат в местах естественного произрастания (Малайзия Kuantan):
- Т — Средняя температура воздуха (ночь/день)
- Ос — Количество осадков, мм

| Месяц    | Т      | Ос  |
| -------- | ------ | --- |
| январь   | 22/28° | 400 |
| февраль  | 22/30° | 190 |
| март     | 22/31° | 280 |
| апрель   | 22/32° | 200 |
| май      | 22/33° | 200 |
| июнь     | 22/34° | 200 |
| июль     | 22/34° | 200 |
| август   | 22/32° | 210 |
| сентябрь | 22/31° | 220 |
| октябрь  | 22/31° | 280 |
| ноябрь   | 22/29° | 300 |
| декабрь  | 22/28° | 520 |

## История
Описан Карром в 1929 г.

## В культуре
В культуре редок. 
 Температурная группа — теплая.
Требования к освещению: 800—1200 FC, 8608—12912 lx.
Относительная влажность воздуха 60—85 %. 
 Наиболее предпочтительна посадка на блок, но может культивироваться и в горшках с субстратом из сосновой коры средней фракции. При правильном уходе зацветает легко, продолжительность жизни цветков 15—20 дней.
Дополнительная информация о агротехнике в статье Фаленопсис.